# 政治犯街

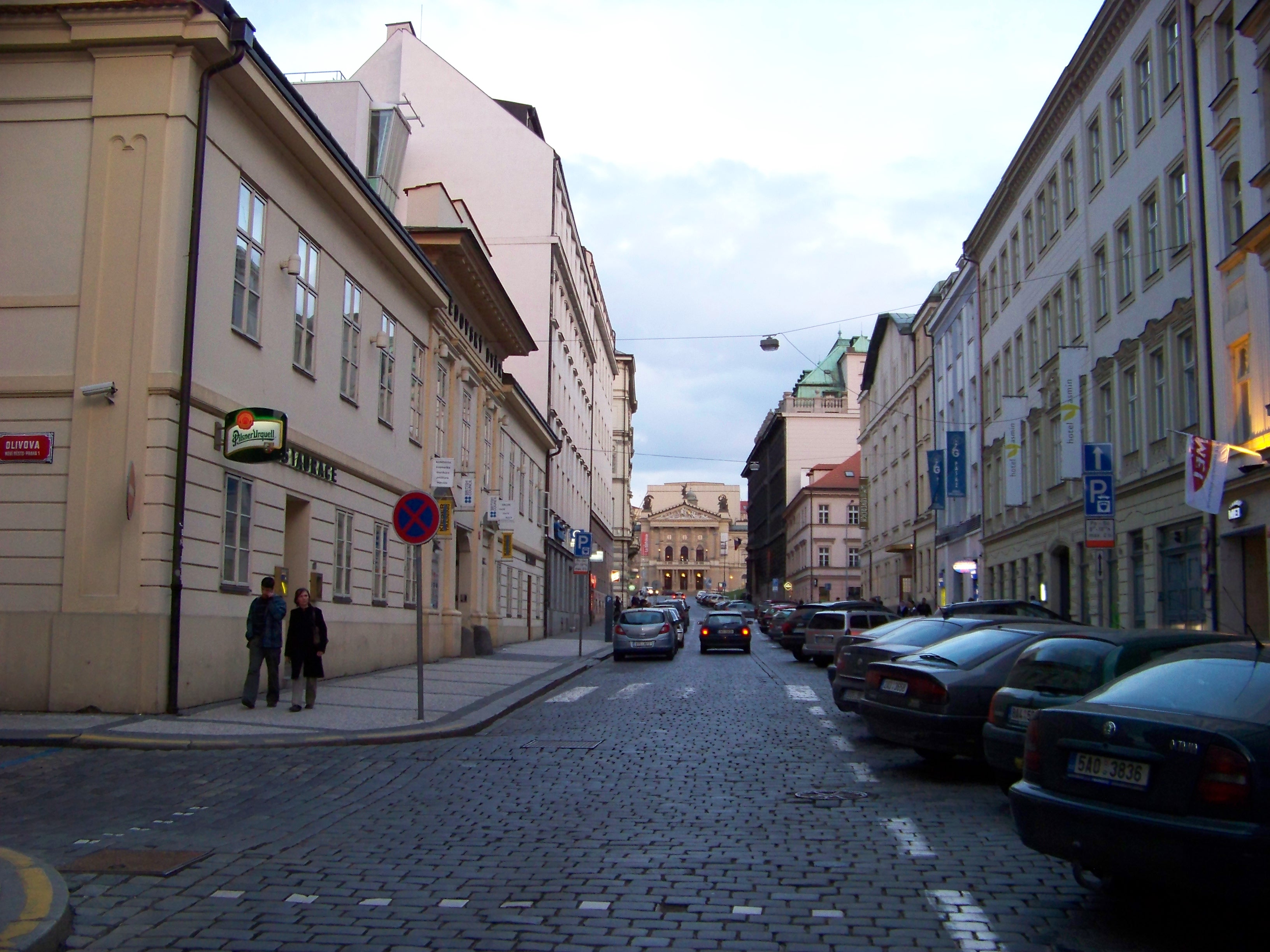
政治犯街

政治犯街（捷克語：Politických vězňů）是捷克布拉格新城的一条街道。政治犯街的起点是金德日谢街（潘斯卡街的延伸），途中左侧连接奥利沃娃街，接着穿过奥普莱塔洛娃街和华盛顿街，最终在国家歌剧院对面，与布拉格主干道——威尔逊街交汇。